# Kaolin (rockgrupp)

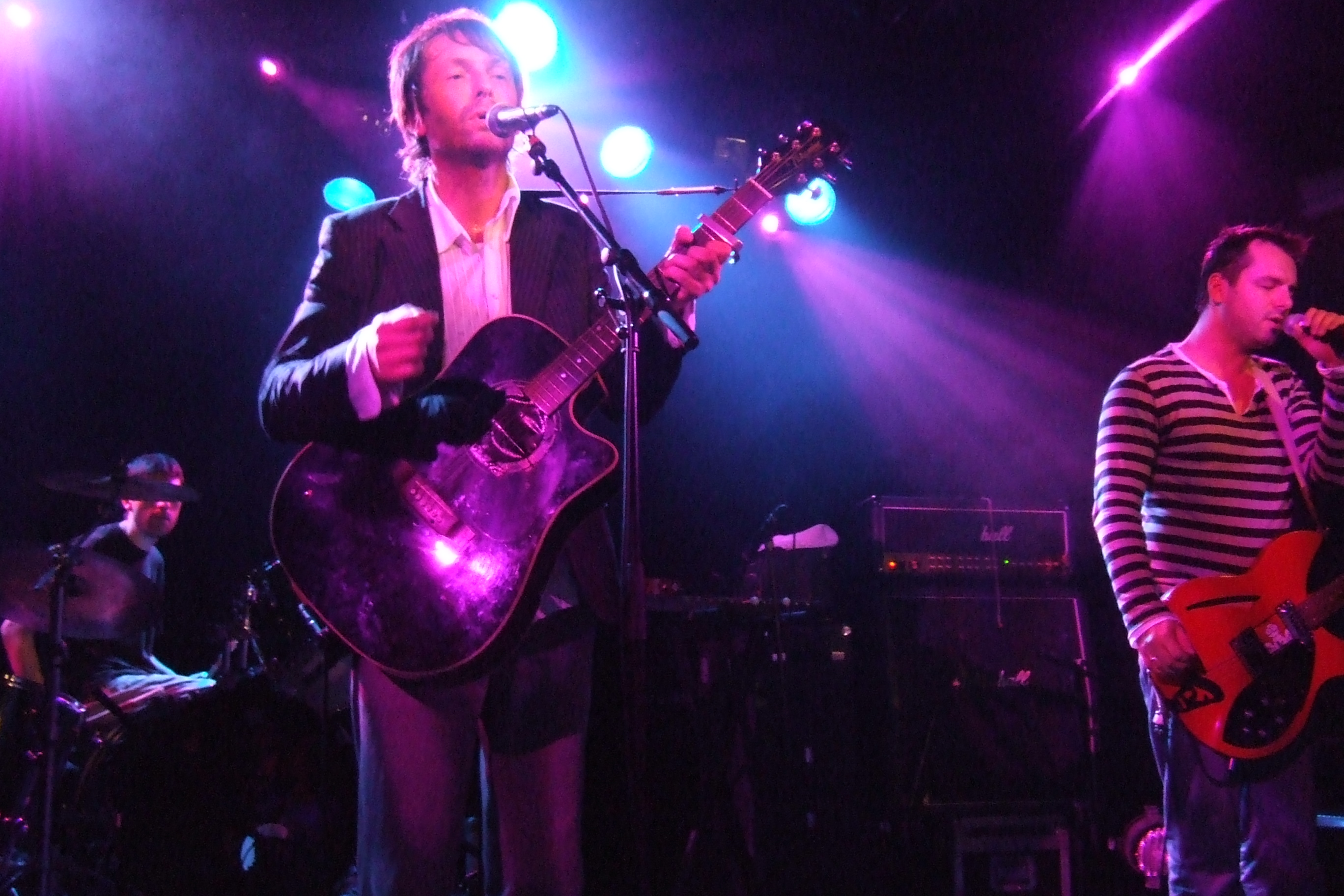
Kaolin, 27 november 2006 i Strasbourg

Kaolin är en fransk rockgrupp från Montluçon, Allier.

## Medlemmar
- Sång och bas : Guillaume Cantillon
- Gitarr och sång : Ludwig Martins (kallas för Lulu)
- Gitarr och sång : Julien Cantillon
- Trummor : Olivier Valty

## Diskografi

### EP
- Purs Moments (1999 )
- Bienvenue dans les criques (2001)

### LP
- Allez (2002 - Rosebud Barclay)
- De retour dans nos criques (2004 - Rosebud Barclay)
- Mélanger les couleurs (25 September 2006 - At(h)ome)